# Gmunden
Gmunden é uma cidade localizada no distrito homônimo, no estado da Alta Áustria.
Banhando pelo lago Traun, Gmunden é uma aldeia famosa pela sua cerâmica de inspiração montanhesa e os tradicionais Dirndl e Lederhosen. Também é a aldeia natal de Conchita Wurst, vencedora do Festival de Eurovisão 2014. Os balneários de Gmunden têm sido visitado pelas famílias abastadas austríacas desde os tempos imperiais, o que se reflete nas suas ruas e edifícios. 

## Património
- Castelo Ort, construído dentro do lago
- Palácio de Cumberland